# August Sohlman

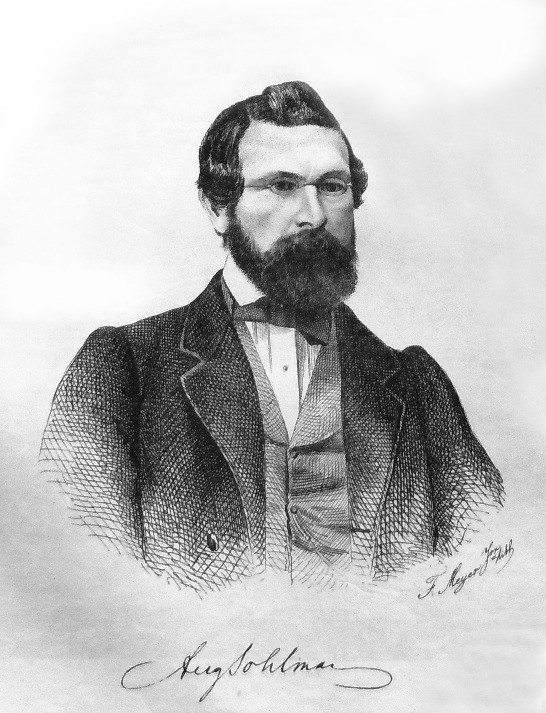
August Sohlman

Per August Ferdinand Sohlman (* 24. Mai 1824 in Svennevad (heute Ortsteil von Hallsberg) in der Landschaft Närke; † 5. Juli 1874 auf Algö im Baggensfjärden) war ein schwedischer Journalist und Politiker.
Seine Eltern waren der Schreinermeister Per Erik Sohlman und dessen Frau geborene Klingberg. Er heiratete 1851 Hulda Sandeberg.

## Jugend und Studium
Er ging zunächst auf die Schule in Örebro, dann aufs Gymnasium in Strängnäs. 1843 begann er sein Studium in Uppsala. Dort wurde er Mitglied der „Skandinavischen Bewegung“ und wurde auch einer der Hauptredner für den Skandinavismus auf den Studententreffen 1843 in Uppsala und 1845 in Kopenhagen. Besonderen Eindruck machte auf ihn die Rede Orla Lehmanns in Kopenhagen, wo dieser zur Blutsbrüderschaft der nordischen Länder aufrief. Er wurde Mitglied der „Skandinaviska sällskapet“ (Skandinavischen Gesellschaft) und war 1845 Mitgründer von Studentbladet (Studentenzeitung), die aber im Jahr darauf ihr Erscheinen einstellte.
1848 legte er sein Examen in Philosophie ab. Mit seiner Schrift Om de äldsta ståndsförhållanden i Skandinavien. I. Trälen (Über die ältesten Standesverhältnisse in Skandinavien. I. Die Sklaven) promovierte er.

## Beruflicher Werdegang
Dann eilte er zunächst nach Kopenhagen als Freiwilliger in das sechste Linienbataillon und mit diesem an den Kriegsschauplatz in Schleswig, um die beschworene skandinavische Solidarität zu demonstrieren. Dort nahm er an vielen Kämpfen teil, über die er 1850 in Zeitschrift Skandia berichtete. Nach dem Waffenstillstand von Malmö heimgekehrt schrieb er für die Wochenzeitschrift Bore. Gleichzeitig war er an der Kunstakademie Lehrer für Kunstgeschichte. Als Bore zur Tageszeitung wurde, übernahm er deren Leitung, vereinigte sie dann aber mit der konservativen Zeitung Svenska tidningen. Als Aftonbladet von einem Konsortium aufgekauft wurde, wechselte er zu dieser Zeitung. 1857 wurde er deren Chefredakteur. Sein besonderes Augenmerk galt der „schleswigschen Frage“ und der „Fennomanie“. Auch äußerte er erstmals in der schwedischen Presse den Gedanken, eine Universität in Stockholm zu gründen.

## Publizistische Arbeiten

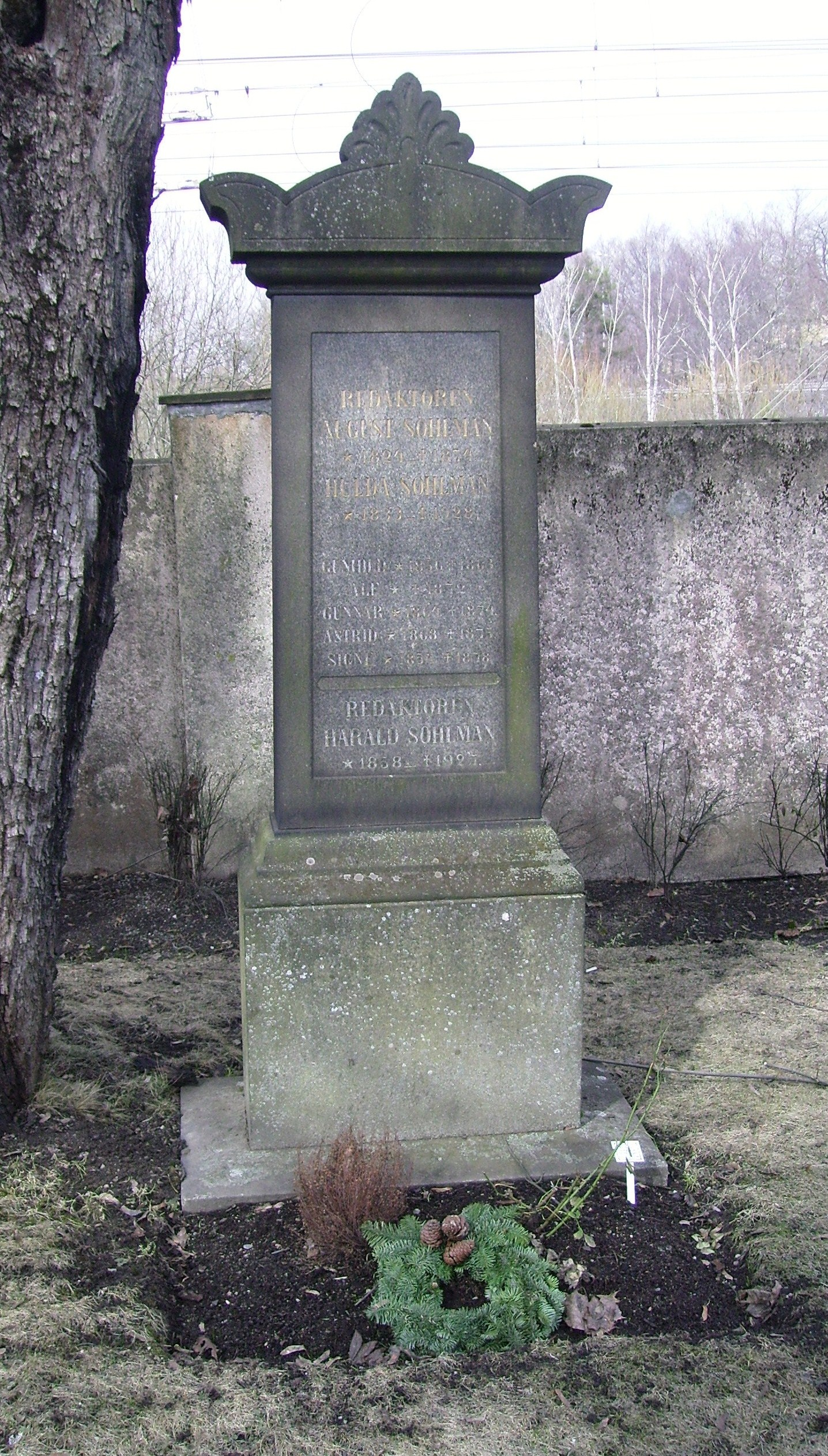
Grab

Er gilt als einer der bedeutendsten Redakteure seiner Zeit, auch von seinen Gegnern geachtet, weil er auch bei den schärfsten politischen Fehden immer einen höflichen Ton bewahrte. Unter seiner Leitung hatte Aftonbladet eine glanzvolle Zeit und übte großen Einfluss auf die Entwicklung des Landes aus. Er nahm im Statthalterstreit eine norwegenfreundliche Haltung ein, wollte aber gleichzeitig die Union stärken. Die Gleichstellung Norwegens vertrat er erst nach einigem Zögern, aber dann entschieden und unerschrocken und stellte sich damit gegen die Mehrheit der schwedischen Bevölkerung. Das brachte ihm einen schweren Verlust an Lesern. Überhaupt unterstützte er die vielfältigen Freiheitsbestrebungen jener Zeit. Den nächsten Streit focht er 1864 aus, als er vom Skandinavismus beseelt dafür eintrat, Dänemark gegen Preußen militärisch zu unterstützen. Er stand mit Leib und Seele inmitten der Bewegung, an der Seite Dänemarks in den Krieg einzutreten und war zentrale Figur in der „Nordiska Nationalföreningen“. Er war auch nationalist und interessierte sich für Schwedens Altertümer. Er gründete „Svenska fornminnesföreningen“ (den schwedischen Altertumsverein) und forderte eine wirksame Landesverteidigung. Er war begeisterter Schütze und einer der ersten Leiter der Scharfschützenbewegung und Chef von Stockholms 9. Scharfschützenkompanie. Auch trat er für die allgemeine Wehrpflicht und die allgemeine Volksbewaffnung ein. Als Liberaler war er für Reformen in der Gesetzgebung für Handelsgesellschaften, für die Volkshochschulen, für weitgehende Religionsfreiheit und für die Verbesserung der Möglichkeiten für Frauen zu selbständiger Betätigung. Dabei vernachlässigte er nicht seine Interessen für Kunst und Kultur. Während seiner Leitung der Kunstakademie. 1852 bis 1853 gab er Nordisk tidskrift heraus und veröffentlichte „Afhandlingar och skizzer uti kultur- och konsthistoriska ämnen“. Eine der Abhandlungen war „Svenskt gymnasielif“ (Schwedisches Gymnasialleben), eine andere „Det unga Finland“ (Das junge Finnland), wo er sich mit der „Fennomanie“ auseinandersetzte.
Am 5. Juli 1874 ertrank er vor seinem Sommerhaus auf Algö im Baggensfjord, als sein Segelboot kenterte und er versuchte, das Leben seines minderjährigen Sohnes zu retten.
In den skandinavischen Ländern wurde daraufhin eine Sammlung zu Gunsten seiner Witwe und seiner Kinder veranstaltet.